# Гороховский район
Горо́ховский райо́н (укр. Горохівський район) — упразднённая административная единица на юге Волынской области Украины. Административный центр — город Горохов.

## География
Площадь — 1122 км² (9-е место среди районов).

## История
Район образован в 1940 году. 21 января 1959 года к Гороховскому району была присоединена часть территории упразднённого Сенкевичевского района, а 23 сентября 1959 года — Берестечковский район.
17 июля 2020 года в результате административно-территориальной реформы район был упразднён, его территория вошла в состав Луцкого района. На территории района были сформированы Берестечковская, Гороховская и Марьяновская территориальные общины. Территория Бережанковского, Губинского Первого, Жабченского, Колодеженского, Михлинского, Угриновского и Шклинского сельских советов, а также Сенкевичевского поселкового совета вошла в состав Городищенской сельской общины, а Скирченского сельского совета — в состав Торчинской поселковой общины.

## Демография
Численность наличного населения района, на 1 декабря 2013 года составляло 52 466 человек, в том числе в городских условиях проживали 15 038 человек (28,66 %), в сельских — 37 428 (71,34 %). Постоянное население — 52 531 человека, в том числе городское — 14 852 человека (28,27 %), сельское — 37 679 (71,73 %).

## Административное устройство
На момент упразднения район включал в себя:
Количество советов (рад):
- городских — 2
- поселковых — 2
- сельских — 36

### Населённые пункты
Количество населённых пунктов:
- городов районного значения — 2 (Горохов, Берестечко)
- посёлков городского типа — 2 (Марьяновка — 3 200, Сенкевичевка — 1 385)
- сёл — 90
- посёлков сельского типа — 0